# Dundy Dosalua
Dundy Dosalua (ur. 1985) – mikronezyjski zapaśnik walczący w oby stylach. Srebrny medalista igrzysk Pacyfiku w 2007. Triumfator igrzysk mikronezyjskich w 2006 roku.
Reprezentował stan Pohnpei.